# Rodolfo Neri Vela
Pour les articles homonymes, voir Vela.
Rodolfo Neri Vela est le premier spationaute mexicain, né le 19 février 1952.

## Biographie
Son prénom est Rodolfo, et son nom de famille est Neri Vela.

## Vols réalisés
Il réalise un unique vol le 27 novembre 1985 lors de la mission Atlantis STS-61-B, en tant que spécialiste de mission.

## Honneur
L'astéroïde (126965) Neri a été nommé en son honneur le 27 janvier 2021, dans la Minor Planet Circular no 128945.